# Petra Eggenschwiler
Petra Eggenschwiler (* 4. Januar 1988 in Laupersdorf) ist eine Schweizer Berg- und Langstreckenläuferin, Duathletin und Triathletin. Sie ist Schweizermeisterin Duathlon (2016) und Weltmeisterin auf der Duathlon-Langdistanz (2018).

## Werdegang
Im September 2013 wurde die damals 25-Jährige Sechste bei der Duathlon-Weltmeisterschaft auf der Langdistanz. Sie konnte diesen Erfolg 2014 und erneut 2015 wiederholen. Petra Eggenschwiler wird trainiert von Hansruedi Mägli.

### Schweizermeisterin Duathlon 2016
Im April 2016 wurde sie Schweizermeisterin Duathlon, nachdem sie im Vorjahr schon Zweite hinter Martina Krähenbühl geworden war.

### Weltmeisterin Duathlon-Langdistanz 2018
Im Juni 2018 wurde sie Dritte bei der Schweizermeisterschaft Berglauf. Beim Powerman Zofingen wurde die damals 30-Jährige im September ITU-Weltmeisterin auf der Duathlon-Langdistanz.
Petra Eggenschwiler startet auch im Triathlon und im August 2021 gewann sie zum zweiten Mal nach 2019 in Mürren den Inferno Triathlon, wo sie zuvor schon zweimal den zweiten Rang belegt hatte.
Im September wurde Eggenschwiler Zweite beim Ironman Switzerland.
Im August 2022 konnte die 34-Jährige nach 10:23 Stunden neben Jan van Berkel bei den Männern zum dritten Mal den Inferno Triathlon für sich entscheiden.
Im Ironman Lanzarote wurde Eggenschwiler im Mai 2023 bei ihrem dritten Ironman-Start hinter der Britin und Titelverteidigerin Lydia Dant Fünfte.

### Privates
Petra Eggenschwiler studierte Geologie an der Universität Bern, arbeitet zusätzlich zu ihrer sportlichen Karriere als Geologin und lebt in Solothurn.

## Sportliche Erfolge
| Datum/Jahr    | Rang | Wettbewerb        | Austragungsort  | Zeit     | Bemerkung                                                                           |
| ------------- | ---- | ----------------- | --------------- | -------- | ----------------------------------------------------------------------------------- |
| 27. Juni 2021 | 1    | Grenchenberglauf  | Grenchen        | 01:02:32 |                                                                                     |
| 14. Okt. 2017 | 1    | Hallwilerseelauf  | Beinwil am See  |          | Siegerin mit neuem Streckenrekord                                                   |
| 2. Okt. 2016  | 1    | Sélestat Wettlauf | Sélestat        | 01:19:30 | Siegerin Halbmarathon mit persönlicher Bestzeit                                     |
| 10. Sep. 2016 | 5    | Jungfrau-Marathon | Berner Oberland | 03:45:09 |                                                                                     |
| 23. Aug. 2015 | 2    | Weissensteinlauf  | Weissenstein    |          | Zweite hinter Martina Strähl (14,1 km lange Strecke mit über 1000 m Höhendifferenz) |
| 27. Okt. 2013 | 2    | Luzern-Marathon   | Luzern          | 02:52:23 | Zweite hinter der Berglaufweltmeisterin Martina Strähl                              |
| 12. Okt. 2013 |      |                   | Beinwil am See  | 01:21:31 | Halbmarathon                                                                        |

| Datum/Jahr    | Rang | Wettbewerb                                                 | Austragungsort | Zeit     | Bemerkung |
| ------------- | ---- | ---------------------------------------------------------- | -------------- | -------- | --- |
| 11. Mai 2019  | 1    | ETU Powerman Long Distance Duathlon European Championships | Viborg         | 02:54:39 | Europameisterin Duathlon Mitteldistanz                                                                                           |
| 8. Sep. 2019  | DNF  | ITU Long Distance Duathlon World Championships             | Zofingen       | –        | |
| 23. Feb. 2012 | 1    | Powerman Mallorca                                          | Can Picafort   | 03:02:20 | [ 8 ] |
| 2. Sep. 2018  | 1    | ITU Long Distance Duathlon World Championships             | Zofingen       |          | Duathlon-Weltmeisterschaft auf der Langdistanz beim Powerman Zofingen (Erster Lauf 10 km, Radstrecke 150 km, Zweiter Lauf 30 km) |
| 7. Aug. 2016  | 3    | St. Moritz Duathlon                                        | St. Moritz     |          | Dritte hinter Nicola Spirig und Emma Bilham                                                                                      |
| 8. Mai 2016   | 6    | ETU Powerman Duathlon European Championships               | Kopenhagen     | 02:58:39 | Duathlon-Europameisterschaft auf der Langdistanz                                                                                 |
| 24. Apr. 2016 | 1    | Schweizer Duathlon-Meisterschaften                         | Marbach        | 00:57:42 | Schweizer Meisterin beim Rheintal Duathlon (4 km Laufen, 17 km Radfahren und 4 km Laufen)                                        |
| 1. Nov. 2015  | 1    | Gurten Classic Duathlon                                    | Köniz          | 02:04:10 | Siegerin mit neuem Streckenrekord (16,8 km Mountainbike und 15 km Laufen)                                                        |
| 6. Sep. 2015  | 6    | ITU Long Distance Duathlon World Championships             | Zofingen       | 07:44:54 | beim Powerman Zofingen |
| 15. Juni 2015 | 2    | Mörlialp Duathlon                                          | Giswil         | 01:23:23 | Zweite hinter Martina Krähenbühl                                                                                                 |
| 17. Mai 2015  | 2    | Schweizer Duathlon-Meisterschaften                         | Zofingen       | 01:44:57 | Vize-Meisterin Duathlon – hinter Martina Krähenbühl                                                                              |
| 26. Apr. 2015 | 3    | Rheintal Duathlon                                          | Marbach        | 00:55:13 | |
| 7. Sep. 2014  | 6    | ITU Long Distance Duathlon World Championships             | Zofingen       | 07:40:41 | |
| 8. Sep. 2013  | 6    | ITU Long Distance Duathlon World Championships             | Zofingen       | 07:29:31 | auf der Duathlon-Langdistanz |
| Aug. 2013     | 4    | Powerman Austria                                           | Weyer          |          | |
| 19. Aug. 2012 | 2    | Powerman Austria                                           | Weyer          |          | |
| 2012          | 1    | Powerman Zofingen                                          | Zofingen       |          | Siegerin auf der Duathlon-Kurzdistanz (Erster Lauf 10 km, Radstrecke 50 km, Zweiter Lauf 5 km).                                  |

| Datum/Jahr    | Rang | Wettbewerb                | Austragungsort    | Zeit     | Bemerkung                |
| ------------- | ---- | ------------------------- | ----------------- | -------- | ------------------------ |
| 30. Juli 2025 | 7    | Triathlon EDF Alpe d’Huez | Alpe d’Huez       | 06:47:58 | auf der Langdistanz      |
| 13. Apr. 2025 | 1    | Triathlon de Portocolom   | Portocolom        |          | Mitteldistanz (111)      |
| 18. Mai 2024  | 5    | Ironman Lanzarote         | Puerto del Carmen | 10:07:40 | hinter Anne Haug         |
| 14. Apr. 2024 | 1    | Triathlon de Portocolom   | Portocolom        |          | Mitteldistanz (111)      |
| 20. Mai 2023  | 5    | Ironman Lanzarote         | Puerto del Carmen | 10:32:38 |                          |
| 20. Aug. 2022 | 1    | Inferno Triathlon         | Mürren            | 10:23:08 |                          |
| 5. Sep. 2021  | 2    | Ironman Switzerland       | Thun              | 09:08:44 | verkürzte Schwimmdistanz |
| 21. Aug. 2021 | 1    | Inferno Triathlon         | Mürren            | 09:56.37 |                          |
| 17. Aug. 2019 | 1    | Inferno Triathlon         | Mürren            |          |                          |
| 18. Aug. 2018 | 2    | Inferno Triathlon         | Mürren            |          |                          |
| 19. Aug. 2017 | 2    | Inferno Triathlon         | Mürren            |          |                          |

(DNF – Did Not Finish)